# Hron
Hron (mađarski: Garam, njemački Gran), rijeka je u  Slovačkoj, lijevi pritok Dunava, duga 298 km. Površina sliva iznosi 5.453 km². Izvire u središnjoj Slovačkoj na Niskim Tatrama, na visini od 980 m i cijelim svojim tokom nalazi se u Slovačkoj. Ulijeva se u Dunav kod grada Štúrova. 
Gradovi kroz koje prolazi Hron:
- Brezno
- Banská Bystrica
- Zvolen
- Nová Baňa
- Bíňa
- Štúrovo

## Vanjske poveznice
|  | Zajednički poslužitelj ima još gradiva o temi Hron |